# Coulomb (cràter)

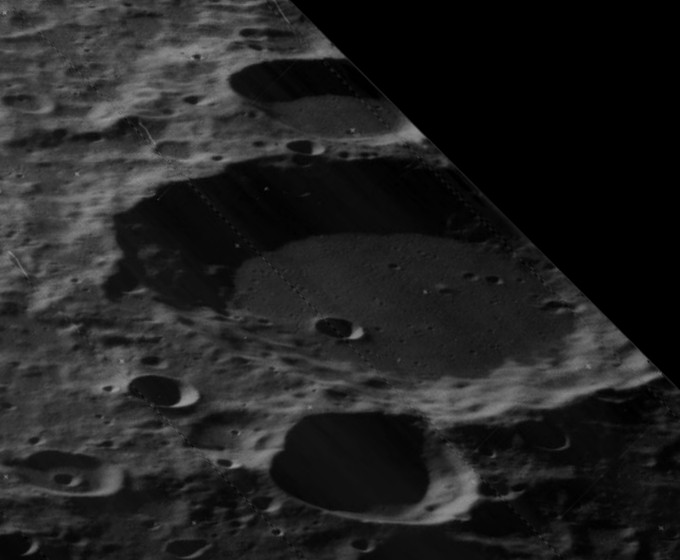
Una altra vista obliqua de Coulomb de la missió Lunar Orbiter 5, costat nord-oest. Coulomb J davant i Coulomb V al fons.

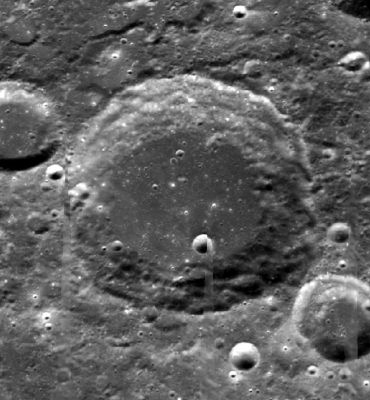
Fotografia de la missió Clementine (1994)

Coulomb és un cràter d'impacte que es troba darrere de l'extremitat nord-oest, en la cara oculta de la Lluna, a l'oest-sud-oest del gran cràter Poczobutt, i al nord-est de Sarton.
La vora d'aquest cràter apareix lleugerament erosionada, però manté encara una contorn ben definit i mostra alguns terraplenats antics en les seves amples parets interiors. L'exterior del cràter també conserva algunes rampes exteriors, que s'estenen al voltant d'un terç del diàmetre del cràter. El cràter satèl·lit Coulomb V se situa just més enllà de l'extremitat oest-nord-oest, mentre que en el costat oposat Coulomb J es troba a poca distància de la vora exterior, formant un patró gairebé simètric. Les parets internes del cràter mostren només uns petits impactes, cadascun d'ells propers als dos cràters satèl·lit abans esmentats.
Dins de les parets internes inclinades, el sòl del cràter està notablement a nivell i gairebé sense trets distintius, almenys en comparació del terreny més consistent que envolta al cràter. Només uns pocs cràters minúsculs marquen aquesta plana interior, amb un petit cràter prop de la paret interior sud-sud-est.
Coulomb es troba dins de la Conca Coulomb-Sarton, una depressió de 530 km d'ample resultat d'un cràter d'impacte del Període Prenectarià.

## Cràters satèl·lit
Per convenció aquests elements són identificats en els mapes lunars posant la lletra en el costat del punt central del cràter que està més prop de Coulomb.
|         | \| Coulomb \| Coordenades \| Diàmetre \| \| ------- \| -------------------------------------- \| -------- \| \| C \| 57° 24′ N, 110° 48′ O / 57.4°N,110.8°O \| 34 km \| \| J \| 53° 06′ N, 111° 36′ O / 53.1°N,111.6°O \| 35 km \| \| N \| 50° 36′ N, 115° 48′ O / 50.6°N,115.8°O \| 32 km \| \| P \| 50° 30′ N, 117° 24′ O / 50.5°N,117.4°O \| 38 km \| \| V \| 55° 36′ N, 118° 06′ O / 55.6°N,118.1°O \| 36 km \| \| W \| 56° 30′ N, 120° 24′ O / 56.5°N,120.4°O \| 34 km \| |          |
| Coulomb | Coordenades | Diàmetre |
| C       | 57° 24′ N, 110° 48′ O / 57.4°N,110.8°O | 34 km    |
| J       | 53° 06′ N, 111° 36′ O / 53.1°N,111.6°O | 35 km    |
| N       | 50° 36′ N, 115° 48′ O / 50.6°N,115.8°O | 32 km    |
| P       | 50° 30′ N, 117° 24′ O / 50.5°N,117.4°O | 38 km    |
| V       | 55° 36′ N, 118° 06′ O / 55.6°N,118.1°O | 36 km    |
| W       | 56° 30′ N, 120° 24′ O / 56.5°N,120.4°O | 34 km    |